# Nunzio Todisco
Nunzio Todisco (Torre del Greco, 11 giugno 1942) è un tenore italiano.

## Biografia
Sin da giovanissimo Nunzio Todisco lavora come marinaio, coltivando nel frattempo la passione per il canto esibendosi sulle navi e alle feste di famiglia, intraprendendo in seguito lo studio della tecnica vocale sia da autodidatta che con il soprano Maria Grazia Marchini.
Nel 1971 vince il XXV concorso internazionale Teatro lirico sperimentale "Adriano Belli" di Spoleto, e debutta in quella città come Canio nei Pagliacci di Ruggero Leoncavallo.
Si esibisce in seguito a San Francisco (Norma di Vincenzo Bellini, 1978), Barcellona (La Gioconda di Amilcare Ponchielli, 1978),a Carpentras (Carmen, di Georges Bizet, 1982).
Nel 1981 debutta al teatro alla Scala di Milano come Canio in Pagliacci e Turiddu in Cavalleria rusticana, nel 1985 vi ritorna con Aida nel ruolo di Radames, sotto la direzione di Lorin Maazel, e infine nel 1987 con Tabarro e Pagliacci al fianco di Giovanna Casolla e Piero Cappuccilli.
Nel 1986 debutta in Otello a Cagliari, con la regia di Arnoldo Foà, e l'anno seguente canta Norma a Napoli con Ghena Dimitrova e Maria Dragoni.
L'11 aprile 1991 debutta al Metropolitan Opera di New York con Tosca, cantando al fianco di Giovanna Casolla e Maria Guleghina: sarà la sua sola apparizione nel massimo teatro newyorchese. Sempre nel 1991 canta Ismaele nel Nabucco diretto da Daniel Oren all' Arena di Verona al fianco di Ghena Dimitrova e Piero Cappuccilli.
Nel 2001 si esibisce nella chiesa di Santa Chiara, a Napoli, in occasione del concerto annuale dell'Epifania, trasmesso in mondovisione sulla RAI.
In seguito insegna tecnica vocale e interpretazione.